# Economía de Yibuti
La economía de Yibuti está basada principalmente en servicios relacionados con la localización estratégica del país y su condición de zona de libre comercio en el noreste africano. Dos tercios de sus habitantes habitan la ciudad capital, con el tercio restante compuesto principalmente por pastores nómadas. La reducida precipitación limita la producción de productos agrícolas, por lo que la mayoría de los alimentos deben ser importados. Hay muy pocos recursos naturales, y una ausencia casi total de la industria. Yibuti es por tanto, altamente dependiente en ayuda internacional para sostener su balanza de pagos y financiar proyectos de desarrollo.
Yibuti es sede de la mayor base militar francesa fuera de Francia (unas 4000 personas). La ayuda económica anual que recibe de Francia representa un 40 % del presupuesto nacional. Yibouti es considerada una zona de libre comercio en el noreste de África y un importante centro regional de suministro de petróleo. El sector logístico es uno de los más importantes de la economía.
Yibuti provee servicios como puerto para tránsito regional y centro internacional de trasbordo y recarga de combustibles. La inestabilidad regional provocada por los conflictos entre Etiopía y Eritrea ha alterado, sin embargo, los canales de comercio normales.
El consumo por habitante se contrajo un 35 % entre los años 1999 y 2006 debido a la recesión, la guerra civil, y el alto crecimiento demográfico (aumentado por la llegada de un gran número de inmigrantes y refugiados). El país no fue afectado por la crisis económica reciente, pero la suya grande dependencia de la importación de alimentos y diésel para generación de electricidad tornan el país vulnerable a choques de precios internacionales. El crecimiento de la deuda externa a largo plazo aumenta el rezago de Yibuti en el ámbito económico, y complica el cumplimiento de las estipulaciones impuestas por los países que le brindan ayuda externa.